# Lycosa ishikariana
Lycosa ishikariana är en spindelart som först beskrevs av Saito 1934.  Lycosa ishikariana ingår i släktet Lycosa och familjen vargspindlar. Inga underarter finns listade i Catalogue of Life.